# Ventilació en decúbit pron
La posició en decúbit pron (DP) en malalts amb ventilació mecànica a les unitats de cures intensives, és una tècnica que s'utilitza per a millorar l'oxigenació dels pacients amb la síndrome del destret respiratori agut (SDRA) que presenten hipoxèmia greu. Consisteix a col·locar el pacient en posició prona (bocaterrosa) entre 16-24 hores, amb l'objectiu de millorar la relació ventilació/perfusió (V/Q).
Per entendre la fisiopatologia de la ventilació en DP, cal tenir clar que la ventilació és l'entrada d'aire als alvèols, i la perfusió el flux de sang que passa per aquests. Per a que hi hagi un intercanvi de gasos correcte i la sang s'oxigeni, cal que els dos fenòmens es donin en condicions òptimes.
En el malalt sedat, en decúbit supí els alvèols que es troben a la part dorsal estan millor perfosos a causa del gradient gravitacional, però pitjor ventilats. Per contra, als alvèols que queden a la part ventral, la perfusió és menor i la ventilació major. A més, la distribució de l'aire al parènquima pulmonar en el SDRA és molt heterogènia, amb zones del pulmó col·lapsades (no arriba l'aire) i altres molt disteses. Al col·locar al pacient en DP, tant l'aire com el flux de sang es distribueixen per tots els alvèols d'una manera homogènia, aconseguint una major aireació de les zones millor perfoses i una major expansió pulmonar.
A més, hi ha una disminució del pes del cor sobre els pulmons, ja que en decúbit supí aquest descansa sobre gran part del pulmó esquerre. I, per acabar, el DP millora el drenatge i mobilització de les secrecions alveolars, evitant així el col·lapse d'aquests.

## Indicacions
La indicació per a la ventilació en DP són pacients diagnosticats amb SDRA d'una evolució inferior a 72h i amb una PaO₂/FiO₂ inferior a 150.

## Contraindicacions
Tot i que no hi ha un consens de quines són contraindicacions absolutes o relatives per al DP, sí que s'esmenten generalment les següents: embaràs a partir del segon trimestre, lesió medul·lar inestable, cremada i/o ferida oberta a la cara o zona ventral, hipertensió endocranial, cirurgia cardíaca recent o esternotomia, inestabilitat hemodinàmica, fractura de pelvis no reduïda, entre d'altres.

## Complicacions
D'entre les complicacions derivades de la maniobra es troben el desplaçament o retirada accidental d'accessos vasculars, drenatges i sondes, per la qual cosa s'hauran de fixar bé; obstrucció del tub endotraquial o extubació accidental, de manera que s'haurà de comprovar prèviament la pressió del pneumotamponament; inestabilitat hemodinàmica associada al moviment de fluids i canvis de pressió intratoràcica, per la qual cosa s'haurà de preveure la necessitat de líquids, drogues vasopressores, inotròpics, analgosedació, relaxants musculars o la hiperoxigenació prèvia al gir; i la regurgitació de la nutrició enteral, pel que es recomana aturar-la una estona abans i durant el gir, comprovar que no hi ha retenció gàstrica i reiniciar-la un cop finalitzada la maniobra.
D'entre les complicacions durant el temps que el malalt està en DP destaquen l'edema facial, conjuntival o palpebral, pel què es recomana la posició anti-Trendelenburg i realitzar girs laterals del cap cada 4h; les úlceres per pressió a les zones més prominents (orelles, nas, genolls), pel que es recomana l'aplicació preventiva d'àcids grassos hiperoxigenats i la protecció amb apòsits que alleugin la pressió i la fricció; i lesions de la mucosa (úlceres corneals o linguals), que s'han de prevenir mantenint les parpelles tancades i lubricades.